# BWF Future Series 2023
Die BWF Future Series 2023 war die 17. Auflage der BWF Future Series im Badminton. 

## Turniere und Sieger
| Veranstaltung      | Herreneinzel            | Dameneinzel                   | Herrendoppel                                     | Damendoppel                             | Mixed                                 |
| ------------------ | ----------------------- | ----------------------------- | ------------------------------------------------ | --------------------------------------- | ------------------------------------- |
| Island             | Matthias Kicklitz       | Frederikke Lund               | Jonas Kudsk Jeppe Søby                           | Abbygael Harris Annie Lado              | Brandon Yap Annie Lado                |
| Giraldilla         | Muhammad Halim As Sidiq | Hristomira Popovska           | Kelvin Ho Samuel Ricketts                        | Taymara Oropesa Yeily Ortiz             | Iliyan Stoynov Hristomira Popovska    |
| Kasachstan         | Dmitriy Panarin         | Jiya Rawat                    | Solomon Padiz Julius Villabrille                 | Nethania Irawan Fuyu Iwasaki            | Maxim Grinblat Anna Kirillova         |
| Bonn               | Wang Po-wei             | Hung Yi-ting                  | Chen Bo-yuan Lin Shang-kai                       | Bengisu Erçetin Nazlıcan İnci           | Malik Bourakkadi Leona Michalski      |
| Chile              | Fabio Caponio           | Yasmine Hamza                 | Kelvin Ho Samuel Ricketts                        | Estefania Canchanya Valeria Chuquimaqui | Samuel Ricketts Tahlia Richardson     |
| Litauen            | Matthias Kicklitz       | Deswanti Hujansih Nurtertiati | Putra Erwiansyah Patra Harapan Rindorindo        | Kati-Kreet Marran Helina Rüütel         | Marwan Faza Jessica Maya Rismawardani |
| Peru               | Muhammad Sultan         | Inés Castillo                 | Kelvin Ho Samuel Ricketts                        | Inés Castillo Paula La Torre            | Diego Mini Paula La Torre             |
| Guatemala          | Muhammad Sultan         | Tomoka Miyazaki               | Muhammad Halim As Sidiq Muhammad Sultan          | Mei Sudo Nao Yamakita                   | Daigo Tanioka Maya Taguchi            |
| Nouvelle-Aquitaine | Bharat Raghav           | Tung Ciou-tong                | Éloi Adam Léo Rossi                              | Bengisu Erçetin Nazlıcan İnci           | Éloi Adam Sharone Bauer               |
| Argentinien        | abgesagt                | abgesagt                      | abgesagt                                         | abgesagt                                | abgesagt                              |
| Lettland           | Aria Dinata             | Irina Amalie Andersen         | Marvin Datko Jarne Schlevoigt                    | Kati-Kreet Marran Helina Rüütel         | Tom Lalot Trescarte Elsa Jacob        |
| Mexiko             | Luis Ramón Garrido      | Nikte Sotomayor               | José Luis Granados Morales Antonio Emanuel Ortiz | Romina Fregoso Miriam Rodríguez         | Luis Montoya Miriam Rodríguez         |
| Slowenien          | Jakob Houe              | Heli Neiman                   | Marvin Datko Jarne Schlevoigt                    | Martina Corsini Miranda Johansson       | Jarne Schlevoigt Julia Meyer          |
| Benin              | Adham Hatem Elgamal     | Johanita Scholtz              | Ogunsanwo David Oluwasegun Godwin Olofua         | Husina Kobugabe Gladys Mbabazi          | Adham Hatem Elgamal Doha Hany         |
| Kampala            | Brian Kasirye           | Romane Cloteaux-Foucault      | Brian Kasirye Muzafaru Lubega                    | Rutaparna Panda Swetaparna Panda        | Kuswanto Sreeyuktha Sreejith Parol    |
| Kroatien           | Daniil Dubovenko        | Milena Schnider               | Robert Cybulski Szymon Slepecki                  | Paulina Hankiewicz Kornelia Marczak     | Samuel Jones Sian Kelly               |
| Bulgarien          | Mikolaj Szymanowski     | Kaloyana Nalbantova           | Robert Cybulski Szymon Slepecki                  | Paulina Hankiewicz Kornelia Marczak     | Robert Cybulski Kornelia Marczak      |
| Israel             | abgesagt                | abgesagt                      | abgesagt                                         | abgesagt                                | abgesagt                              |
| Dom. Republik      | abgesagt                | abgesagt                      | abgesagt                                         | abgesagt                                | abgesagt                              |
| Spanien            | Jakob Houe              | Leona Lee                     | Rubén García Carlos Piris                        | Paula López Lucía Rodríguez             | Rubén García Lucía Rodríguez          |
| Botswana           | Georges Paul            | Nurani Ratu Azzahra           | Keane Chok Andy Kok                              | Amy Ackerman Deidre Laurens             | Georges Paul Kate Ludik               |
| Südafrika          | Nadeem Dalvi            | Kate Ludik                    | Caden Kakora Robert White                        | Amy Ackerman Deidre Laurens             | Robert White Deidre Laurens           |
| French Guiana      | Howard Shu              | Kate Ludik                    | Sören Opti Mitchel Wongsodikromo                 | nicht ausgetragen                       | Peter Dirifo Elize Nijean             |